# Monumento naturale

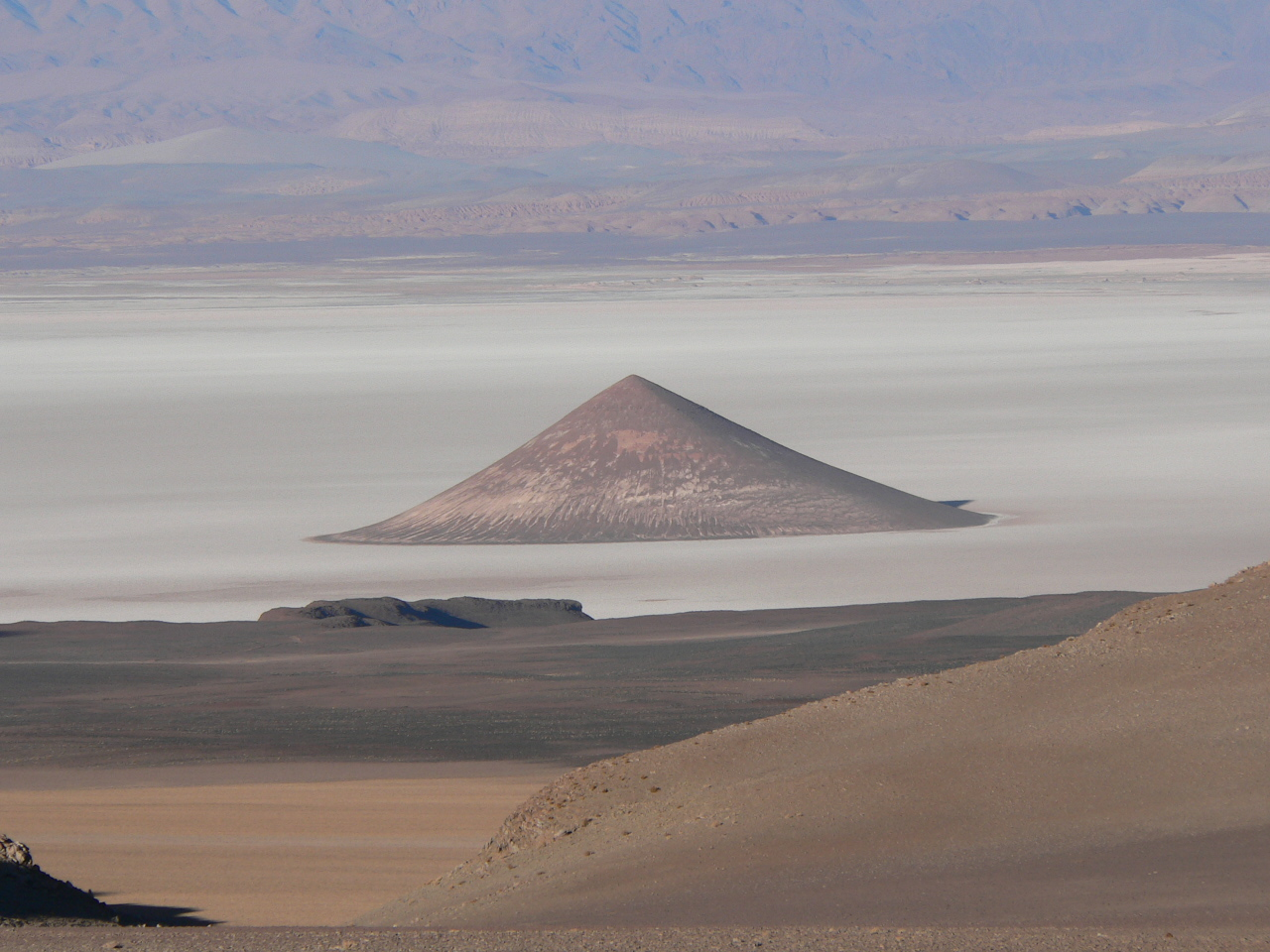
Monumento naturale in Argentina.

Sono denominati monumenti naturali aree caratterizzate da un elemento naturale che viene messo particolarmente in risalto grazie alle sue qualità estetiche e che ha un elevato significato culturale e simbolico. 
Per la selezione di un monumento naturale si seguono un criterio di pregio dell'elemento individuato e un criterio di superficie, che deve essere sufficiente per proteggere l'integrità del sito. Un monumento naturale è considerato un oggetto da tutelare e viene quindi aggiunto alle aree naturali protette. 
Esempi includono siti quali cascate, grotte, crateri, giacimenti fossili, siti faunistici quali le garzaie; le caratteristiche culturali possono includere i siti archeologici, o siti naturali che hanno significato per le tradizioni e culture popolari.

## Monumenti naturali in Italia
In Italia, lo Stato demanda alle Regioni la tutela e la selezione delle aree protette, tra cui i monumenti naturali. La Legge quadro 394 del 1991, chiamata anche legge Moschini, al comma 8 dell'art. 2 recita: «la classificazione e l'istituzione dei parchi e delle riserve naturali di interesse regionale e locale sono effettuate dalle Regioni».

### Lazio
Elenco dei monumenti naturali del Lazio:
- Aquinum, Castrocielo (FR);[4]
- Area Sorgiva del Monticchio, Sermoneta (LT);[senza fonte]
- Area Verde Viscogliosi, Isola del Liri (FR);[senza fonte]
- Balza di Seppie, Lubriano, (VT);[senza fonte]
- Bosco del Castello di San Martino, Priverno (LT);[senza fonte]
- Bosco del Sasseto, Acquapendente, (VT);[senza fonte]
- Bosco Faito, Ceccano, (FR);[senza fonte]
- Caldara di Manziana, (RM);[senza fonte]
- Campo Soriano, Sonnino e Terracina (LT);[senza fonte]
- Castagneto Prenestino, Capranica Prenestina, San Vito Romano (RM);[senza fonte]
- Eremo di San Cataldo e Cava del marmo rosso di Cottanello, Cottanello (RI);[5]
- Monumento naturale Faggeto di Allumiere, Allumiere (RM);[6][7]
- Faggio di San Francesco, Rivodutri (RI);[5]
- Fosso della Cecchignola (RM);[senza fonte]
- Mola di Oriolo, Oriolo Romano (VT);[senza fonte]
- Fiume Fibreno e Rio Carpello, Broccostella (FR);[senza fonte]
- Galeria Antica, Roma Capitale;[senza fonte]
- Giardino di Ninfa, Cisterna di Latina (LT);[senza fonte]
- Gole del Farfa, Mompeo (RI);[8]
- Grotte di Falvaterra e Rio Obaco;
- La Selva, Genazzano;[senza fonte]
- Lago di Fondi, Fondi (LT);[senza fonte]
- Lago di Giulianello, Giulianello (LT) ;[senza fonte]
- Lungofibreno Tremoletto, Isola del Liri (FR);[5]
- Mola della Corte-Settecannelle-Capodacqua, Fondi (LT);[senza fonte]
- Palude di Torre Flavia, Cerveteri e Ladispoli (Roma);[senza fonte]
- Pantane e Lagusiello, Trevignano Romano (Roma);[senza fonte]
- Parco della Cellulosa, Roma Capitale;[senza fonte]
- Pian Sant'Angelo, Corchiano e Gallese (VT);  Monumento naturale Pian Sant'Angelo - L'Area Protetta.
- Promontorio Villa di Tiberio e Costa di Torre Capovento - Punta Cetarola, Itri, Sperlonga (LT);[senza fonte]
- Pyrgi, Santa Marinella (RM);[4]
- Tempio di Giove Anxur, Terracina (LT);[senza fonte]
- Tenuta di Mazzalupetto - Quarto degli Ebrei, Roma Capitale;[senza fonte]
- Torrente Rioscuro, Cineto Romano (RM);[5]
- Valle delle Cannuccete, Castel San Pietro Romano (Roma);[senza fonte]
- Villa Clementi e Fonte di S. Stefano, Cave (Roma);[senza fonte]
- La Frasca, Civitavecchia (RM) e Tarquinia (VT);[4]
- Valloni della via Francigena, Capranica (VT);[4]

### Liguria
- Monumento Naturale del Pian d'Oneto (Ne) [collegamento interrotto]

### Lombardia
I monumenti naturali della Lombardia tra le aree naturali protette:
- Monumento naturale Altopiano di Cariadeghe
- Monumento naturale Garzaia della Cascina Notizia
- Monumento naturale Garzaia della Cascina Verminesca
- Monumento naturale Garzaia della Cascina Villarasca
- Monumento naturale Garzaia della Rinalda
- Monumento naturale Garzaia di Celpenchio
- Monumento naturale Garzaia di Sant'Alessandro
- Monumento naturale regionale di Preia Buia
- Monumento naturale regionale del Buco del Frate
- Monumento naturale regionale del Sasso di Guidino
- Monumento naturale regionale del Sasso Cavallaccio
- Monumento naturale regionale de Il Baluton
- Monumento naturale regionale del Sasso di Preguda
- Monumento naturale regionale del Masso di arenaria rossa del Permico
- Monumento naturale Sass Negher
- Monumento naturale Bodrio della Cascina Margherita
- Monumento naturale Bodrio delle Gerre
- Monumento naturale Bodrio della Cà dei Gatti
- Monumento naturale della valle Brunone
- Monumento naturale dell'affioramento della gonfolite in Valle Olona
- Monumento naturale Sistema naturalistico delle cave di Molera di Malnate e Cagno

#### Provincia di Como
Elenco della provincia di Como:
- Alpe Turati, Albavilla, Erba
- Buco del Piombo,  Albavilla, Erba
- Monumento naturale Pietra Lentina, Bellagio
- Monumento naturale Pietra Luna, Bellagio
- Monumento naturale Pietra Nairola, Blevio
- Monumento naturale "Funghi di Terra" di Rezzago, Rezzago
- Monumento naturale regionale di Pietra Pendula, Torno

### Sardegna
Elenco dei monumenti naturali in Sardegna e Elenco delle altre aree protette italiane
- Monte Annaru, Giave
- Monumento naturale Domo Andesitico di Acquafredda, Siliqua
- Monumento naturale Perda 'e Liana, Gairo
- Monumento naturale Scala di San Giorgio di Osini, Osini
- Monumento naturale Su Suercone, Nuoro
- Monumento naturale Texile di Aritzo, Aritzo
- Sos Nibberos
- Canal Grande di Nebida, Iglesias
- Pan di Zucchero e faraglioni di Masua, Iglesias
- Le Colonne, Carloforte
- Basalti colonnari di Guspini, Guspini
- S'Archittu di Santa Caterina, Cuglieri
- Su Ercone, Orgosolo
- Sorgente di Su Cologone, Oliena
- Monte Pulchiana, Tempio Pausania
- Orso di Palau
- Monumento Naturale Su Sterru, Nuoro

Per i seguenti quattro siti, inizialmente istituiti quali monumenti naturali e ricompresi nell'Elenco ufficiale delle aree naturali protette, in sede giudiziaria sono stati annullati i decreti istitutivi. I siti non sono più ricompresi, quindi, nell'Elenco ufficiale (versione vigente:  Sesto aggiornamento (PDF) (archiviato dall'url originale il 29 settembre 2016).).
- Monumento naturale Perda Longa di Baunei, Baunei (decreto istitutivo annullato con sentenza TAR Sardegna n. 1240/2001)
- Monumento naturale Punta Goloritze, Baunei  (decreto istitutivo annullato con sentenza TAR Sardegna n. 1244/2001)
- Monumento naturale Su Sterru (Il Golgo), Baunei (decreto istitutivo annullato con sentenza TAR Sardegna n. 1239/2001)
- Olivastri di Santa Maria Navarrese, Baunei (decreto istitutivo annullato con sentenza TAR Sardegna n. 1244/2001)

### Trentino-Alto Adige

#### Provincia di Bolzano
Elenco dei monumenti naturali dell'Alto Adige:
- Knottnkino, Avelengo e Verano
- Piramidi di terra in Alto Adige: piramidi a Renon e piramidi di Plata a Perca
- Buche di ghiaccio di Appiano, Appiano
- Gola Rastenbachklamm a Caldaro
- Cascate di Stanghe nei pressi di Vipiteno
- Geoparc Bletterbach nei pressi di Aldino
- Giardino labirinto Tenuta Kränzel, Cermes
- Valle della primavera (Frühlingstal), Caldaro e Appiano

## Monumenti naturali nel mondo

### Argentina
- Laguna de los Cisnes (Dipartimento di Río Chico)

### Cile
- Cueva del Milodón. (Patagonia)
- Alerce Costero. (La Union)
- Cerro Ñielol. (Temuco)
- Cinco Hermanas. (Aysén)
- Contulmo. (Purén)
- Cueva del Milodón. (Patagonia)
- Dos Lagunas. (Coyhaique)
- El Morado.
- Isla Cachagua. (Zapallar)
- Islotes de Puñihuil. (Regione di Los Lagos)
- La Portada (Antofagasta)
- Lahuen Ñadi (Puerto Montt)
- Los Pingüinos (Provincia di Magallanes)
- Pichasca (Río Hurtado)
- Salar de Surire (Salina di Surire, Provincia di Parinacota)

### Colombia
- Área Natural Única (La Playa de Belén - Ocaña)
- Vía Parque. (Ciénaga, Pueblo Viejo, Sitionuevo)
- Santuario de Fauna y Flora. (Tunja e Villa de Leyva)

### Spagna
- Mina La Jayona (Fuente del Arco)
- Tómbolo de Trafalgar (Barbate)
- Cerro del Hierro (Provincia di Siviglia, tra San Nicolás del Puerto e Constantina)
- Montaña de Tindaya. (La Oliva, isola di Fuerteventura)
- Los Barruecos. (Malpartida de Cáceres)
- Cascate dello Huéznar. (San Nicolás del Puerto)
- Torrente de Pareis. (Maiorca)
- Caldera de Gairía. (Antigua, Tuineje)
- Zuheros -  (Provincia di Cordova)
- Infiernos de Loja. (Loja)
- Peña de los Enamorados. (Antequera)